# Szent Anna-templom (Fertőhomok)
A fertőhomoki Szent Anna-templom 1901-ben épült neoromán stílusú római katolikus templom. A templom feletti táblán az alábbi szöveg áll: Isten dicsőségére Szent Anna tiszteletére emelte Homok község 1901.

## Története
Az 1729-ben épült első templom 1900-ra már olyan romossá vált, hogy lebontották. Helyén 1901-ben készült el az új templom Ullein József soproni építész tervei alapján az egyhajós, egytornyú és neoromán stílusú templom. Tornyába 1908-ban került három harang (Szent Anna, Szűz Mária és Szent József tiszteletére), melyből kettőt elvittek az első világháború idején. Pótlásuk 1923-ban történt meg. A templom belső felújítása 1929-ben történt meg, mely keretében azt újrafestették és aranyozták. Mennyezetét a Jézus az Olajfák hegyén, Az utolsó vacsora, a Patrona Hungariae és Jézus megkeresztelkedése képek díszítik. Főoltára Szent Anna tiszteletére készült. Bal oldalon lévő mellékoltáron áll Szent József, karján a kis Jézussal, a jobb oldali mellékoltáron pedig Jézus Szent Szívét ábrázoló szobor található. Az orgonát a szombathelyi orgonakészítő, Peppert Nándor 1901-ben készítette.